# Myeongil-dong
Myeongil-dong (koreanska: 명일동) är en stadsdel i stadsdistriktet Gangdong-gu i Sydkoreas huvudstad Seoul. 

## Indelning
Administrativt är Myeongil-dong indelat i:
| Namn    | Namn                | Yta i km² | Invånare 31 dec 2019 |
| ------- | ------------------- | --------- | -------------------- |
| 명일1동 | Myeongil 1(il)-dong | 0,61      | 26 758               |
| 명일2동 | Myeongil 2(i)-dong  | 0,97      | 17 778               |